# Казо (Перуђа)
Казо је насеље у Италији у округу Перуђа, региону Умбрија.
Према процени из 2011. у насељу је живело 34 становника. Насеље се налази на надморској висини од 703 м.